# Radialsymmetrie
Radialsymmetrie ist eine Form der Symmetrie, bei der ein Objekt invariant gegenüber allen Rotationen (also allen Winkeln und allen Achsen durch das Symmetriezentrum) und Spiegelungen ist. Für ein Bezugssystem ist also nur der Koordinatenursprung, nicht aber die Ausrichtung von Bedeutung, wenn man ein radialsymmetrisches Objekt beschreiben will. Im dreidimensionalen Fall nennt man die Radialsymmetrie auch Kugelsymmetrie, da Kugeln (genauer: auch konzentrische Kombinationen von Kugeloberflächen) die einzigen radialsymmetrischen dreidimensionalen Objekte sind. Funktionen und Vektorfelder, die Radialsymmetrie aufweisen, werden Radialfelder genannt.

## Definition
Eine Teilmenge {\displaystyle D\subset \mathbb {R} ^{n}} wird radialsymmetrisch (oder kugelsymmetrisch) genannt, wenn sie durch Drehungen und Drehspiegelungen nicht verändert wird. Das heißt, die Menge {\displaystyle D} ist also radialsymmetrisch, wenn sie invariant unter der orthogonalen Gruppe ist.

## Radialsymmetrisches Feld
In der Physik und der Differentialgeometrie spielen radialsymmetrische Felder eine besondere Rolle. Allen radialsymmetrischen Feldern ist gemein, dass sie invariant gegenüber linearen, längenerhaltenden Koordinatentransformationen sind. Je nachdem, ob es sich um Skalarfelder, Vektorfelder oder Tensorfelder handelt, gibt es auch andere Eigenschaften, um diese Felder eindeutig zu charakterisieren.

### Skalarfeld
Ein Skalarfeld {\displaystyle f\colon \mathbb {R} ^{n}\rightarrow \mathbb {R} } ist genau dann radialsymmetrisch, wenn man es als Funktion {\displaystyle {\tilde {f}}\colon \mathbb {R} \rightarrow \mathbb {R} } schreiben kann, die nur vom Abstand zum Koordinatenursprung abhängt:
{\displaystyle f({\vec {r}})={\tilde {f}}(\|{\vec {r}}\|)}.
Eine äquivalente Definition eines radialsymmetrischen Skalarfelds, die näher an der Ausgangsdefinition des Artikels ist, lautet
{\displaystyle f(Ax)=f(x)}
für alle orthogonalen Abbildungen {\displaystyle A\in O(n)}.

### Vektorfeld
Ein Vektorfeld {\displaystyle {\vec {A}}} ist genau dann radialsymmetrisch, wenn dessen Beträge nur vom Abstand zum Koordinatenursprung abhängen und das Feld stets in radialer Richtung zeigt. Es lässt sich also eine skalare Funktion {\displaystyle f} finden, so dass
{\displaystyle {\vec {A}}({\vec {r}})=f(\|{\vec {r}}\|)\cdot {\vec {e}}_{r}}
gilt, dabei ist {\displaystyle {\vec {e}}_{r}={\vec {r}}/\|{\vec {r}}\|} der zugehörige Einheitsvektor in radialer Richtung. Ein Beispiel für ein radialsymmetrisches Vektorfeld ist das elektrische Feld einer Punktladung.
Der Gradient eines radialsymmetrischen Skalarfeldes {\displaystyle {\vec {\nabla }}f({\vec {r}})} ist ein radialsymmetrisches Vektorfeld. Beispielsweise ist das Gravitationspotential
{\displaystyle \varphi ({\vec {r}})=-{\frac {GM}{r}}}
ein radialsymmetrisches Skalarfeld. Sein Gradient, die Schwerebeschleunigung
{\displaystyle g({\vec {r}})=-{\vec {\nabla }}\varphi ({\vec {r}})=-{\frac {GM}{r^{2}}}\cdot {\vec {e}}_{r}}
ist das zugehörige Vektorfeld.